# Šuňava
Šuňava este o comună din Slovacia aflatâ în districtul Poprad, regiunea Prešov. Localitatea se află la altitudinea de 854 m deasupra n.m., se întinde pe o suprafață de 26,38 km2 și în 2017 număra 1.975 de locuitori. Se învecinează cu comuna Liptovská Teplička.

## Istoric
Šuňava este atestată documentar din 1298.

## Demografie
| An:                | 1994 | 2004   | 2014   | 2024   |
| ------------------ | ---- | ------ | ------ | ------ |
| Număr de persoane: | 1818 | 1914   | 1987   | 1957   |
| Diferență:         |      | +5,28% | +3,81% | −1,50% |

| An:                | 2023 | 2024   |
| ------------------ | ---- | ------ |
| Număr de persoane: | 1961 | 1957   |
| Diferență:         |      | −0,20% |